# فلتسو
فلتسوف (بالألمانية: Welzow) هي بلدة ألمانية تقع في براندنبورغ في ألمانيا. يقدر عدد سكانها بـ 4,116 نسمة .

## المدن التوأمة
مدينة شيففايلر هي مدينة توأمة لفلتسوف.